# Aptinus alpinus
Aptinus alpinus é uma espécie de carabídeo da tribo Brachinini, com distribuição restrita à Europa.

## Distribuição
A espécie tem distribuição na França e Itália.